# Musée de la Vieille Paroisse
Le Musée de la Vieille Paroisse est un musée historique et archéologique situé à Rochefort dans un ancien prieuré d'architecture romane (XIIe siècle), première église paroissiale avant l'établissement de l'arsenal royal et jusqu'à l'époque de la reconstruction en 1860 de la nouvelle Église Notre-Dame. C'est le plus ancien bâtiment de la ville.

## Présentation
Le Musée de la Vieille Paroisse, plus précisément dénommé Musée archéologique de la Vieille Paroisse, est un musée tenu par une très ancienne association de la ville, la Société de Géographie de Rochefort, et comme son nom l'indique est spécialisé dans l'exposition de pièces et d'objets archéologiques de la ville et de sa région.
La Société organise des expositions permanentes. Le thème était en 2021-2022 "Le bagne et l'arsenal", en 2023-2024 le thème est : "Les jardins de Rochefort du XVIIe siècle à nos jours."

## Histoire

### La création du musée en 1979
Alors que la ville de Rochefort cherchait à se dessaisir d'une ancienne église désaffectée qui avait été restaurée en 1977 par la municipalité, la Société de Géographie qui recherchait un local pour ses expositions permanentes y fit aménager en 1979 un musée.

### L'ancienne paroisse et son prieuré duXIIesiècle
Il s'agit d'une église romane qui est le plus ancien bâtiment de la ville et remonte au XIIe siècle au moins, elle était le siège d'une des quatre paroisses desservant le territoire de la seigneurie de Rochefort, et dont le seigneur de Rochefort n'était pas fondateur et patron. 

#### Époque médiévale
Cette église dédiée à Notre-Dame était au XIIe siècle une succursale du chapitre Saint Vivien de Saintes qui y nommait un chanoine comme prieur. Elle était entourée du cimetière. La découverte, dans le sol devant l'actuel porche, d'une série de dix-neuf claveaux sculptés montrant des oiseaux et des personnages agenouilés parmi des rinceaux, ainsi qu'un claveau figurant un Vieillard de l'Apocalypse tenant la vielle et la fiole traditionnelle, donne à pense qu'elle avait un portail voûté avec des archivoltes sculptés d'une grande richesse comme d'autres églises romanes du Saintonge.
Trois autres églises dépendantes du chapitre Saint Vivien de Saintes desservaient " l'île de Rochefort ": celle Vergeroux (Rochefort) qui a disparu, celle de Loire et celle de Magné, ce qui permet de supposer l'existence à l'époque mérovingienne, d'une vaste paroisse centrée sur Magné (dont les origines gallo-romaines sont attestées), donc bien avant l'existence des seigneurs de Rochefort qui n'ont laissé aucun acte en relation avec ces églises ou celle de Saintes.

#### Époque moderne
Elle était devenue la seule paroisse de Rochefort avant qu'en 1665 la seigneurie de Rochefort soit rachetée par le roi pour créer un arsenal avec une nouvelle ville, que l'ancienne chapelle castrale soit érigée en 1686 en nouvelle paroisse et que soit construite une église Saint-Louis dont il ne reste comme vestige que le clocher reconstruit en 1728 devenu la tour des Signaux. Cette première église Notre-Dame fut alors connue comme la Vieille-Paroisse, nom que le musée a voulu conserver.
En 1641, le clergé de Saintes donne son approbation pour créer un séminaire dirigé par les Lazaristes. En 1644, érection du séminaire de Saintes au prieuré Saint-Vivien de Saintes, lettres de patentes de confirmation de l'établissement par Louis XIV.
En 1666, les habitants de Rochefort, demandent la création d'une nouvelle cure. En 1687, un brevet de Louis XIV unit le prieuré Saint-Vivien de Saintes à la cure de Rochefort. Une bulle d'Innocent XII la même année décrète la même réunion. 1687, don de la cure Saint-Louis de Rochefort aux Lazaristes. En 1693, le roi cède le prieuré Saint-Vivien de Saintes aux Lazaristes établis à Rochefort.

#### Vocable de Notre-Dame de la Nativité
Au XVIIe siècle l'église avait toujours pour vocable Notre-Dame puisqu'il est rapporté en 1688 que « le grand autel est orné d'un retable tout neuf qui garnit toute la hauteur et longueur du fond de l'église avec un tableau de la Nativité de Notre Dame ». Sa fête est donc le 8 septembre celle de la Nativité de Marie, appelée en Anjou fête de Notre-Dame l’Angevine. 

La tradition rapporte l'origine ancienne de cette appellation: en 430, au Marillais, Marie est apparue à celui qui deviendra l’évêque d'Anger, Saint Maurille, disciple de Saint Martin, en lui demandant qu’en ce 8 septembre soit instaurée une fête solennelle pour célébrer sa naissance. « Maurille fit aussitôt construire un premier oratoire en ce lieu, bientôt baptisé Notre-Dame-du-Marillais, pour célébrer cette fête, puis se rendit sur une île située à une quarantaine de kilomètres en amont du fleuve, entre Angers et Chalonnes, où se trouvait un temple païen construit sur un rocher volcanique qu'il sanctifia et dédia à Notre-Dame en y plaçant une statue de la Vierge honorant sa Nativité qui est célébré le 8 septembre depuis l'an 431 sous le vocable de « Notre-Dame angevine »». L'Île Marie et son petit sanctuaire à Notre-Dame de la Nativité ont été donnés XIe siècle à l’abbaye Saint-Nicolas d’Angers.
Une chapelle latérale était dédiée à Saint Roch.

#### Description
Elle a ensuite été en partie reconstruite, notamment le clocher, avec un don du roi de 1 080 livres en 1689.
De la nef médiévale, il reste le mur sud percé de deux fenêtres romanes avec des colonnettes engagées coiffées de petits chapitaux; du transept il subsiste la croisée sud et l'absidiole. Une ancienne photo montre un arc triomphal. Plusieurs éléments sculptures qui ont été découverts sous terre devant le portail sont exposés dans musée, ils attestent de la très grande qualité de l'ancien portail, typique du roman saintongeais. Un des anciens chapitaux romans, dit de la Vieille Paroisse de Rochefort, qui a été longtemps exposé au Musée des Beaux-Arts de La Rochelle, a été donné en 1971 au Musée d'art et d'histoire de Rochefort. Il s'agit d'un chapiteau engagé de grand format qui représente une parabole de l'Évangile de Saint-Luc, le père tuant le veau gras pour fêter le retour du fils prodigue.
Le creusement en 2024 d'une tranchée pour le passage d'une canalisation d'eau dans l'avenue qui longe l'église a mis au jour le site de l'ancien cimetière avec la découverte de vingt-deux sépultures comprenant des sarcophages du XIIe siècle et un vase funéraire en céramique. La DRAC n'ayant pas été informée de ces travaux à proximité du monument par la municipalité de Rochefort, les vestiges ont été détruits sans procéder à des fouilles de sauvetage.

#### Période contemporaine
L'ancienne église Notre-Dame-de-Rochefort a été désaffectée en 1860 lorsqu'une nouvelle Église Notre-Dame a été bâtie sur un nouvel emplacement dans le faubourg. Elle a été utilisée pour abriter la Bourse du Tavail de 1900 à 1976.

## La Société de Géographie
Le musée archéologique abrite le siège social de la « Société de Géographie de Rochefort », société savante créée en 1879, qui réalise des recherches historiques et des fouilles archéologiques dont les résultats sont publiés dans la revue Roccafortis. Elle absorbe en 1884 la « Société d'Agriculture, Sciences et Belles Lettres de Rochefort », nom donné en 1834 à la « Société des Sciences et Arts de Rochefort » puis « Société de Littérature, Sciences et Arts de Rochefort » fondée en 1806. Elle était une des plus anciennes des quatre-vingt-trois sociétés savantes provinciales.
Elle édite depuis 1960 le bulletin Roccafortis, titre repris de la revue primitive de la Société de Géographie de Rochefort avec comme emblème le sceau de Jehan de Rochefort en 1300.

## Collections
Depuis la restauration de l'édifice en 1979, le Musée de la Vieille-Paroisse abrite de riches collections archéologiques qui s'échelonnent de la préhistoire à la fin de la période Moderne.
Ainsi, la Société de Géographie y expose-t-elle de façon permanente des collections, issues de ses différentes fouilles dans la région de Rochefort, qui sont  composées d'outils de pierre taillée et d'éléments de poterie datant du néolithique, de la céramique représentée par des poteries et des tessons et du mobilier de l'époque gallo-romaine, des poteries, des mosaïques et des sculptures du Moyen Âge dont l'un de ses joyaux est un claveau sculpté de l'ancienne église romane figurant le Vieillard de l'Apocalypse tenant la vielle et la fiole traditionnelle. Enfin, des poteries typiquement saintongeaises datant de l'Époque moderne qui va du XVIe siècle jusqu'au XVIIIe siècle y sont également entreposées.